# Luciano Vella
Luciano Germán Vella (Rosario, 13 aprile 1981) è un ex calciatore argentino, di ruolo difensore.

## Carriera
Ha giocato nella massima serie dei campionati argentino, spagnolo e rumeno.